# Бейтс, Майкл Рой
Майкл Рой Бейтс Старший (англ. Michael Roy Bates Sn.; род. 2 августа 1952) — британский бизнесмен и писатель. Князь виртуального государства Княжества Силенда с 9 октября 2012 года, унаследовал его после смерти своего отца Роя Бейтса.

## Биография
Родился 2 августа 1952 года в семье основателя Силенда Роя и Джоан Бейтс. 24 декабря 1966 года когда ему было 14 лет Майкл присоединился к своему отцу для участия в занятии платформы HM Fort Roughs, где ими была основана пиратская радиостанция. Майкл бросил школу, чтобы посетить платформу, в конечном итоге больше не возвращался, заявив: «Я полагал что это приключение продлится шесть недель, а не 34 года» «англ. I thought it was a six-week adventure, not 34 years». 2 сентября 1967 года Рой Бейтс провозгласил суверенитет Силенда и навсегда переехал туда со своей семьёй. Участник конфликта за освобождение Силенда от виновных в попытке государственного переворота.

## Князь Силенда
В заявлении Бейтса является ли Силенд суверенным государством: «Мы никогда не просили о признании и никогда не чувствовали необходимости просить о признании. Вам не нужно иметь признание, чтобы быть государством, вы просто должны выполнить критерии Конвенции Монтевидео , а именно население, территория, правительство и способность вступать в переговоры с другими государствами. Мы можем и мы сделали все это. Однажды к нам приезжал посол Германии, чтобы обсудить кое-что: было фактическим признанием. Мы общались с президентом Франции много лет назад, но никогда не просили о признании и не чувствуем, что оно нам нужно» «англ. We have never asked for recognition, and we’ve never felt the need to ask for recognition. You don't have to have recognition to be a state, you just have to fulfill the criteria of the Montevideo Convention which is population, territory, government and the capacity to enter into negotiation with other states. We can and we have done all these things. We've had the German ambassador visit at one point to discuss something: that was defacto recognition. We've had communication with the president of France many years ago, but we have never asked for recognition and we don’t feel we need it».
В 2015 году Бейтс написал мемуары о своём опыте в управлении Силендом «Principality of Sealand: Holding the Fort». Бейтс презентовал свою книгу на фестивале искусства, литературы, музыки и кино Estuary 2016.
В сентябре 2017 года организовал ужин в честь 50-летия Силенда, заявив: «Мы, пожалуй, самое не требовательное государство в мире. Мы никого не заставляем поклоняться какому-либо богу, религии или чему-либо ещё. Может поэтому мы так долго существуем. Надеюсь, я буду рядом следующие 50 лет!» «англ. We're perhaps the most undemanding state in the world. We don't force anybody to worship any god or religion or anything. Maybe that's why we've lasted so long. Hopefully I'll be around for the next 50!.

## Личная жизнь
Бейтс проживает в Уэстклифф-он-Си, Эссексе, в Великобритании. Он хотел чтобы трое его детей учились в английской школе.
Майкл управляет компанией по выращиванию моллюсков для продажи на испанские рынки. Бизнес Fruits of the Sea находится во владении Бейтса и его сыновей Джеймса и Лиама. У него есть дочь Шарлотта. С 2017 года женат на Мэй Ши.
Сам себя называет либертарианцем.